# Microbathyphantes aokii
Microbathyphantes aokii là một loài nhện trong họ Linyphiidae.
Loài này thuộc chi Microbathyphantes. Microbathyphantes aokii được Kendo Saito miêu tả năm 1982.